# 백강로 (순천시)
백강로(Baekgang-ro) 순천시 덕연동에서 서면 선평삼거리를 이어주는 도로이다. 단, 여순광은 여수시, 순천시, 광양시이다.

## 주요 경유지
전라남도
- 순천시 (덕연동 . 왕조동 . 서면)

## 노선
| 이름                      | 접속 노선                                  | 소재지          | 소재지          | 비고                                                          |
| 남승룡로와 직결           | 남승룡로와 직결                            | 남승룡로와 직결 | 남승룡로와 직결 | 남승룡로와 직결                                               |
| ------------------------- | ------------------------------------------ | --------------- | --------------- | ------------------------------------------------------------- |
| 팔마오거리                | 가산로 팔마로 여순로                       | 순천시          | 덕연동          | 국도 제2호선 구간 국가지원지방도 제58호선 구간                |
| 율산삼거리                | 율산길                                     | 순천시          | 덕연동          | 국도 제2호선 구간 국가지원지방도 제58호선 구간                |
| 연향육교                  |                                            | 순천시          | 덕연동          | 국도 제2호선 구간 국가지원지방도 제58호선 구간                |
| 부영2차삼거리             | 연향1로                                    | 순천시          | 덕연동          | 국도 제2호선 구간 국가지원지방도 제58호선 구간                |
| 대석삼거리                | 대석길                                     | 순천시          | 덕연동          | 국도 제2호선 구간 국가지원지방도 제58호선 구간                |
| 여성문화회관사거리        | 연향2로 기적의도서관길                     | 순천시          | 덕연동          | 국도 제2호선 구간 국가지원지방도 제58호선 구간                |
| 동부상설시장삼거리        | 연향3길                                    | 순천시          | 덕연동          | 국도 제2호선 구간 국가지원지방도 제58호선 구간 하행 진입 불가 |
| 조례사거리 (조례지하차도) | 국도 제2호선 (순광로) 이수로               | 순천시          | 왕조동          | 국도 제2호선 구간 국가지원지방도 제58호선 구간                |
| 조례현대사거리            | 봉화로 태봉길                              | 순천시          | 왕조동          |                                                               |
| 순천병원사거리            | 신월큰길 조례1길                           | 순천시          | 왕조동          |                                                               |
| 봉화삼거리                | 봉화3길                                    | 순천시          | 왕조동          |                                                               |
| 백강로 교차로             | 왕지로                                     | 순천시          | 왕조동          |                                                               |
| 왕지사거리                | 왕지5길 비봉2길                            | 순천시          | 왕조동          |                                                               |
| 노루재                    |                                            | 순천시          | 왕조동          |                                                               |
| 순천 나들목 (왕지 분기점) | 국도 제17호선 (무평로) 10호선 남해고속도로 | 순천시          | 왕조동          | 국도 제17호선 구간                                            |
| 공단사거리                | 지방도 제840호선 (매천로) 산단1길          | 순천시          | 서면            | 국도 제17호선 구간 지방도 제840호선 구간                      |
| 강청삼거리                | 삼산로                                     | 순천시          | 서면            | 국도 제17호선 구간 지방도 제840호선 구간                      |
| 지본삼거리                | 지방도 제840호선 (청소길)                  | 순천시          | 서면            | 국도 제17호선 구간 지방도 제840호선 구간                      |
| 지본교                    |                                            | 순천시          | 서면            | 국도 제17호선 구간                                            |
| 배들주공삼거리            | 배들이길                                   | 순천시          | 서면            | 국도 제17호선 구간                                            |
| 교도소삼거리              |                                            | 순천시          | 서면            | 국도 제17호선 구간                                            |
| 선평교                    |                                            | 순천시          | 서면            | 국도 제17호선 구간                                            |
| 선평삼거리                | 국도 제22호선 (중앙로) (순천로)            | 순천시          | 서면            | 국도 제17호선 구간                                            |

## 주요 건물 및 시설
- HD현대오일뱅크 행운주유소 (백강로 23/연향동 133)
- GS칼텍스 진달래주우소 (백강로 24/연향동 122-1)
- 전라남도동부지역본부 (백강로 38/연향동 117-7)
- SK에너지 정원주유소 (백강로 46/연향동 151-8)
- GS칼텍스 동부주유소 (백강로 93/연향동 237)
- LG전자 베스트샵 조례본점 (백강로 296/조례동 522)
- 현대자동차 순천지점 (백강로 336/조례동 584)
- HD현대오일뱅크 판교 주유소 (백강로 492/왕지동 719-1)
- 르노코리아자동차 서비스 순천정비사업소 (백강로 563/압곡리 581)
- 현대오일뱅크 금영주유소 (백강로 589/압곡리 626-3)
- SK에너지 베스트주유소 (백강로 592/압곡리 624-2)
- 레드가라지 (백강로 593/압곡리 626-2)
- 원카센터 (백강로 593/압곡리 626-2)
- GS칼텍스 순천톨게이트 개인충전소 (백강로 600/압곡리 630)
- GS칼텍스 톨게이트주유소 (백강로 601/압곡리 784-1)
- BMW 코오롱모터스 순천전시장 (백강로 609/압곡리 764-1)
- SK에너지 내트럭 순천사업소 (백강로 614/압곡리 1068)
- 주유소카부분정비 (백강로 679/선평리 300)
- S-OIL 구도일주유소 순천햇살 주유소 (백강로 689/선평리 252-1)
- 동순천부분정비 (백강로 713/선평리 820-3)
- 팔팔부분정비 (백강로 753/선평리 332)
- 미래정비 (백강로 763/선평리 349-1)

### FM 라디오 주파수 목록
- 88.7 - 순천KBS 제1라디오 (순천 남산)
- 89.5 - 전남CBS 표준FM (순천 남산)
- 90.7 - kbc MyFM (광양 구봉화산)
- 91.1 - MBC경남 표준FM (경남 하동 금오산)
- 93.7 - GFN 광주영어방송 (여수 구봉산)
- 94.5 - 순천KBS 클래식FM (경남 남해 망운산)
- 95.7 - 순천KBS 제1라디오 (경남 남해 망운산)
- 96.7 - kbc MyFM (여수 구봉산)
- 97.1 - 진주KBS 제1라디오 (경남 하동 금오산)
- 97.5 - febc 전남동부극동방송 (광양 구봉화산)
- 98.3 - 여수MBC FM4U (여수 구봉산)
- 99.5 - cpbc 광주가톨릭평화방송 (여수 구봉산)
- 100.3 - 여수MBC 표준FM (순천 남산)
- 100.9 - 순천KBS 해피FM (여수 구봉산)
- 101.3 - 여수MBC 표준FM (경남 남해 망운산)
- 102.1 - 전남CBS 표준FM (여수 구봉산)
- 102.7 - 순천KBS 해피FM (순천 남산)
- 103.5 - TBN 광주교통방송 (광양 구봉화산)
- 104.1 - EBS 라디오 (보성 벌교)
- 104.5 - 전주KBS 클래식FM (구례 노고단)
- 105.7 - BBS 광주불교방송 (광양 구봉화산)
- 106.3 - EBS 라디오 (경남 남해 망운산)
- 107.1 - 여수MBC 표준FM (여수 구봉산)
- 107.5 - EBS 라디오 (구례 노고단)